# I Do Do
"Future Husband" é o 22.° e último episódio da quarta temporada da série de televisão de comédia de situação norte-americana 30 Rock, assim como o octogésimo da série em geral. Teve o seu enredo escrito pela produtora executiva Tina Fey e foi realizado pelo produtor Don Scardino. A sua transmissão nos Estados Unidos ocorreu na noite de 20 de Maio de 2010 através da rede de televisão  National Broadcasting Company (NBC). Vários actores foram convidados a participar do episódio, inclusive Elizabeth Banks, Matt Damon, Jason Sudeikis, Will Forte, Michael Sheen, Julianne Moore, Susan Heyward, Craig "Radioman" Castaldo, Kristin McGee, Sue Galloway, e Paula Pell. Para o actor de cinema Matt Damon, esta foi a sua primeira aparição no seriado, enquanto para Michael Sheen e John Anderson viriam a ser a última.
No episódio, Liz Lemon (interpretada por Tina Fey) acredita ter finalmente encontrado o homem perfeito enquanto participa em várias festas de casamento, fazendo-lhe começar a questionar o destino da sua vida amorosa com Wesley Snipes (Sheen), a quem ela pretendia considerar sua alma gêmea. Ao mesmo tempo, Jack Donaghy (Alec Baldwin) vê-se forçado a tomar uma decisão sobre o triângulo amoroso no qual se envolveu após Nancy Donovan (Moore) conhecer Avery Jessup (Banks). Entretanto, Kenneth Parcell (Jack McBrayer) acaba sendo despedido da sua posição como estagiário da NBC ao tentar evitar uma promoção que o forçaria a se mudar para Los Angeles, Califórnia, enquanto Paul L'astnamé (Forte) é confrontado com um dilema semelhante quando o seu desejo por personificar a cantora Cher nas suas apresentações como drag queen ameaça arruinar o seu namoro com Jenna Maroney (Jane Krakowski).
No geral, embora não universalmente, "I Do Do" foi recebido com opiniões mistas pelos críticos especialistas em televisão do horário nobre, com grande apreço sendo manifestado pelo desfecho da trama de Kenneth, assim como pelo desenrolar do relacionamento de Jenna e Paul. Os desempenhos dos actores convidados Matt Damon e Juliane Moore foram igualmente enaltecidos. Porém, o enredo foi condenado pelas suas reviravoltas inesperadas. De acordo com as estatísticas publicadas pelo serviço de registo de audiências Nielsen Ratings, o episódio foi assistido em 5,452 milhões de domicílios norte-americanos durante a sua transmissão original, e foi-lhe atribuída a classificação de 2,8 e oito de share por entre os telespectadores do perfil demográfico dos adultos entre os dezoito aos 49 anos de idade. Na 62.ª cerimónia anual dos Prémios Emmy do horário nobre, "I Do Do" recebeu duas nomeações pelo trabalho do realizador Scardino e da equipa de figurinistas nos trajes usados no episódio.

## Produção
"I Do Do" é o 22.° episódio, assim como o último, da quarta temporada de 30 Rock. O seu enredo foi escrito por Tina Fey, criadora da série que assume ainda as tarefas de  produtora executiva, argumentista-chefe, co-showrunner e actriz principal. Esta foi a sua 21.ª vez a assumir a responsabilidade pelo guião de um episódio do seriado, sendo "Lee Marvin vs. Derek Jeter" o seu crédito mais recente. A realização deste episódio ficou sob a tarefa de Don Scardino, produtor de 30 Rock que assim recebeu o seu 27.° crédito por esta responsabilidade, sendo "Lee Marvin vs. Derek Jeter" também o seu crédito mais recente. Esta foi ainda a décima vez que Scardino realizou um episódio cujo argumento foi redigido por Fey.

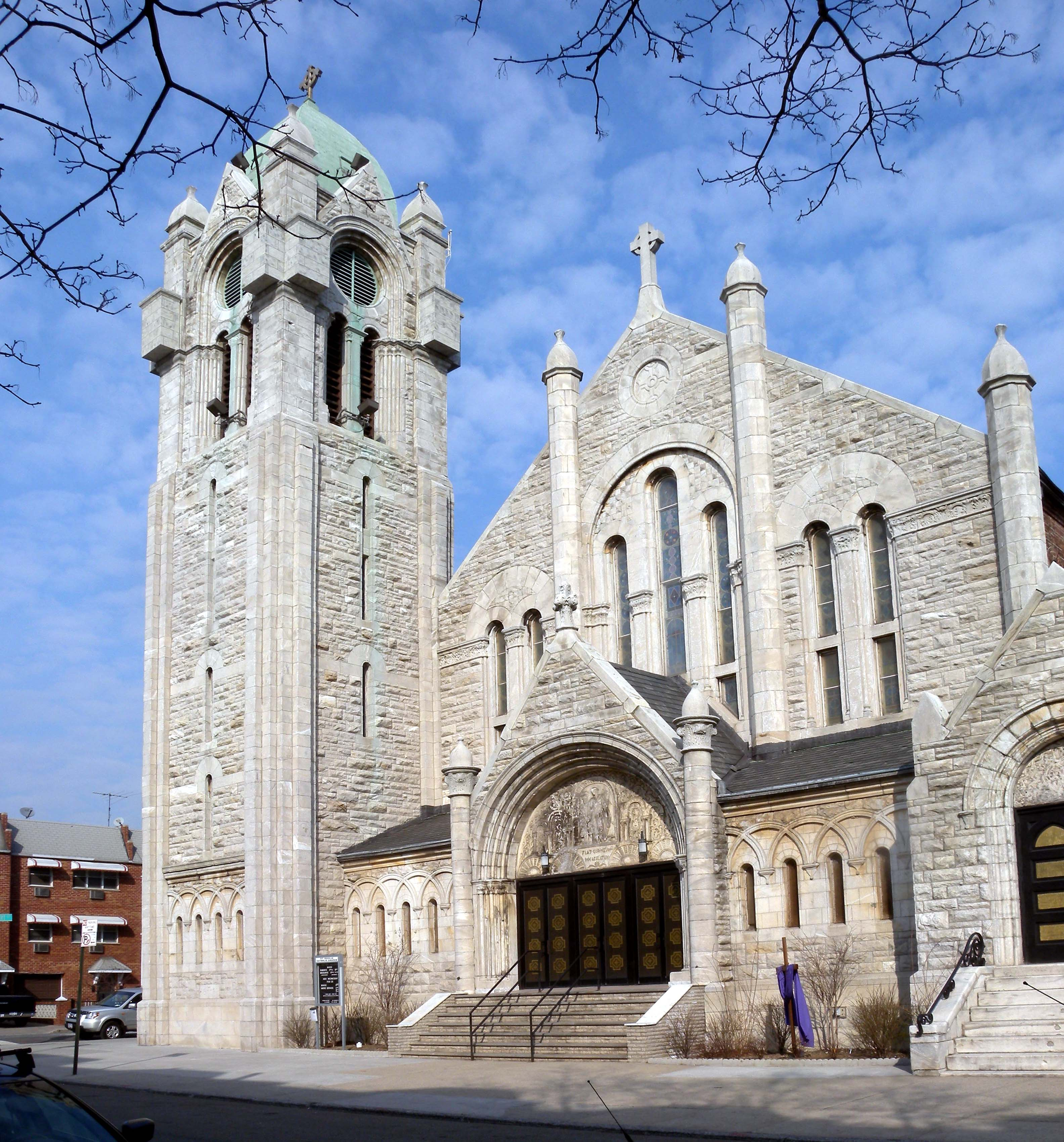
A Igreja Católica de Santa Cecília serviu como locação para a igreja na qual Floyd e Kaitlin se casaram.

As filmagens para "I Do Do" tomaram lugar no dia 16 de Março e entre 7 a 8 de Abril de 2010, com a maior parte do material sendo gravado nos Estúdios Silvercup na Cidade de Nova Iorque. A Igreja Católica de Santa Cecília no bairro nova-iorquino de Greenpoint em Brooklyn serviu como locação para a igreja na qual Floyd e Kaitlin se casaram, marcando a segunda vez que esta igreja é usada pelo seriado, após "Reunion" na temporada anterior. O bolo mostrado brevemente no casamento de Grizz Griswold neste episódio foi desenhado por padeiros do Ace of Cakes, um programa de competição transmitido pelo canal de televisão Food Network. Um episódio inteiro de Ace of Cakes foi dedicado à elaboração daquele bolo, assim como para o bolo para a festa de encerramento da quarta temporada de 30 Rock.
A participação de Matt Damon no episódio final da quarta temporada de 30 Rock foi anunciada pela primeira vez em Março de 2010. Ele estrelou como Carol, um piloto de avião por quem Liz Lemon manifesta interesse amoroso. Em Dezembro de 2009, o jornalista Michael Ausiello da revista de entretenimento Entertainment Weekly encontrou Damon no tapete vermelho da estreia do filme Invictus (2009) e informou-lhe que ele estava no topo da lista dos artistas que Fey desejava participarem de 30 Rock, ao que o actor respondeu com muito ânimo ser um fã do seriado. Esta não foi a primeira colaboração entre Fey e Damon, como ambos dobraram as suas vozes para personagens na dobragem em inglês do filme de animação japonês Ponyo (2008). Damon também apresentou o SNL em 2002, quando Fey era co-apresentadora do segmento humorístico Weekend Update e argumentista do SNL. Damon também já trabalhou com Alec Baldwin, produtor de 30 Rock que também interpreta a personagem principal Jack Donaghy, nos filmes Os Infiltrados (2006) e O Bom Pastor (2006). O seu único outro papel no horário nobre da televisão dos Estados Unidos foi uma participação especial em Will & Grace em 2002, seriado transmitido pela NBC no qual ele desempenhou um ator heterossexual fingindo ser homossexual. "Se eles me aceitarem, eu adoraria participar e rever a turma novamente. Eu me diverti muito fazendo isso," expressou Damon acerca de retornar como Carol para a quinta temporada de 30 Rock. Damon viria interpretar uma outra personagem de nome Caroll que também era piloto no filme dramático Ford v Ferrari (2019).
"Eu faria [30 Rock] em um piscar de olhos se eles me pedissem para participar. [Ainda] não fui abordado sobre fazer isso. Ela deveria ligar para o meu pessoal — ou melhor ainda, para mim. Ou eu mesmo poderia ligar para ela. Vamos fazer isso acontecer. Tina [Fey] é uma argumentista de comédia brilhante. Minha esposa e eu baixamos esse programa em massa. Essa é realmente uma das desvantagens de trabalhar tanto este ano; Fiquei para trás nesta temporada. Mas nós amamos esse seriado, então se ela tem um papel para mim, eu estou dentro."
— Matt Damon expressando o seu desejo de participar em 30 Rock no final de Março de 2010.
Em "I Do Do," Will Forte e Jason Sudeikis fizeram as suas respectivas segunda e 12.ª participações especiais em 30 Rock a interpretarem Paul L'astnamé e Floyd DeBarber. Ambos são actores e comediantes que já integraram o elenco do Saturday Night Live (SNL), um programa de televisão humorístico norte-americano transmitido pela NBC no qual Fey foi argumentista-chefe entre 1999 e 2006. Para Sudeikis, esta foi a sua aparição final no seriado, enquanto Forte já participara uma terceira vez na primeira temporada em um papel diferente. Vários outros membros do elenco do SNL já fizeram uma participação em 30 Rock. Eles são: Fred Armisen, Kristen Wiig, Will Ferrell, Jimmy Fallon, Amy Poehler, Julia Louis-Dreyfus, Bill Hader, Chris Parnell, Tim Meadows, Molly Shannon, Siobhan Fallon Hogan, Gilbert Gottfried, Bobby Moynihan, Rachel Dratch, Don Pardo, Jan Hooks, Horatio Sanz, e Rob Riggle. Ambos Fey e Tracy Morgan fizeram parte do elenco principal do SNL, com Fey sendo ainda a apresentadora do segmento Weekend Update. Outros membros da equipa de 30 Rock que trabalharam em SNL são John Lutz, argumentista entre 2003 a 2010, e Steve Higgins, argumentista e produtor do SNL desde 1995. O actor Alec Baldwin apresentou o SNL por dezassete vezes, o maior número de episódios por qualquer personalidade.
"I Do Do" contou também com as participações de Elizabeth Banks e Julianne Moore, dando conclusão à trama recorrente do triângulo amoroso entre as suas respectivas personagens Avery Jessup e Nancy Donovan com Jack. Este assunto iniciou em "Lee Marvin vs. Derek Jeter" e prosseguiu até "Emanuelle Goes to Dinosaur Land." Em "I Do Do," Jack finalmente escolheu Avery para ser a sua namorada após ela revelar a sua gravidez a ele. Embora Banks retornaria para a quinta temporada, Moore apenas voltaria a participar de 30 Rock no episódio final da série, transmitido em Janeiro de 2013 na sétima temporada. Para Michael Sheen, este episódio foi a sua última participação em 30 Rock como Wesley Snipes, o interesse amoroso de Liz Lemon para a quarta temporada do seriado. Porém, quando entrevistado pela MTV News em Maio de 2010, Sheen insinuou um possível retorno da sua personagem e mostrou desejo de ver ele a conhecer o verdadeiro Wesley Snipes, o actor norte-americano: "O dia de Wesley Snipes nunca acaba. Ele é irreprimível. Quando o holocausto nuclear vier, tudo o que restará serão baratas e Wesley Snipes. Então não deixe ele de fora." John Anderson fez também a sua aparição final como o Astronauta Mike Dexter.
Outras participações especiais em "I Do Do" foram de Paula Pell, produtora e argumentista de 30 Rock que tem um papel recorrente como fez uma aparição no episódio como Paula Hornberger, esposa do produtor Pete Hornberger (Scott Adsit). Em uma cena deste episódio, Jack vê Avery e manifesta a sua intenção de assumir um compromisso com ela, porém, uma música alta pode ser ouvida no pano de fundo enquanto ele declara o seu amor. Então, Jack pede que a música seja interrompida, e é revelado que afinal a mesma estava a ser reproduzida pelo aparelho de um homem creditado como Moonvest na sequência de créditos finais. Ele é interpretado por Craig Castaldo, uma personalidade conhecida pelo nome artístico Radio Man que já fez aparições em 30 Rock nos episódios "The Head and the Hair" na primeira temporada e "Cougars" na segunda.
O actor e comediante Judah Friedlander, intérprete da personagem Frank Rossitano em 30 Rock, é conhecido pelos seus bonés de camioneiro de marca registada que usa dentro e fora da personagem Frank. Os chapéus normalmente apresentam palavras ou frases curtas estampadas neles. Friedlander afirmou que ele próprio é quem faz os acessórios. Revelou também que "alguns deles são brincadeiras íntimas, e alguns são simplesmente piadas." A ideia veio do persona de Friedlander nas suas apresentações de comédia stand-up, nas quais os objectos de adorno estão todos estampados com a escrita "campeão mundial" em línguas e aparências diferentes. Em "I Do Do," Frank usa um boné que lê "Single."

## Enredo
No casamento de Kaitlin (Kristin McGee) e Floyd DeBarber (Jason Sudeikis), Jack Donaghy (Alec Baldwin) envia uma mensagem de texto a Liz Lemon (Tina Fey) pedindo-lhe para empatar a sua leitura na cerimónia para que ele possa conversar adequadamente com Nancy Donovan (Juliane Moore). Jack admite a Nancy a sua paixão tanto por ela quanto por Avery Jessup (Elizabeth Banks), mas Nancy não consegue aceitar o que Jack lhe conta. Os dois conseguem conversar sobre a situação enquanto sentam na igreja e Jack finalmente expressa que realmente importa-se por ela e decide ficar com ela.
Após o casamento de Floyd, Liz vai ao antigo escritório do seu noivo Wesley Snipes (Michael Sheen) para levar os sapatos dele para o casamento de Cerie Xerox (Katrina Bowden). No escritório de Wesley, ela conhece um piloto de avião chamado Carol (Matt Damon), que revela ser grande fã do The Girlie Show with Tracy Jordan (TGS), programa de televisão no qual Liz é a argumentista-chefe. Acreditando ser um ato do destino, Liz convida-lhe a acpompanhar-lhe ao casamento de Cerie, que ele aceita. Lá, Wesley aparece completamente perturbado pois Liz terminou o noivado através de uma mensagem de texto. A argumentista explica-lhe que o destino os uniu para que ela pudesse conhecer Carol, com quem ela pretende passar o resto da sua vida. Arrasado, Wesley vai embora. Porém, sem o conhecimento de Liz, Carol, a quem Liz pensou ter saído daquela área da festa, ouviu tudo o que ela disse a Wesley, levando-o a sair em choque. Ao mesmo tempo, no casamento de Cerie, Nancy conhece Avery na casa-de-banho e descobre que ela está grávida. Como consequência, informa isto a Jack e termina o relacionamento. Quando Jack finalmente encontra Avery, diz-lhe que quer se casar com ela, o que ela aceita.
Enquanto isso, Kenneth Parcell (Jack McBrayer) é notificado por Pete Hornberger (Scott Adsit) que ele recebeu uma promoção para assumir a responsabilidade de todo o programa de estagiários da NBC. Mas esta promoção envolve uma realocação para a cidade de Los Angeles, facto que deixa Kenneth desanimado. Ele vai conversar com Tracy Jordan (Tracy Morgan), que o aconselha a fazer um péssimo trabalho para que perca a promoção. Como resultado, ao acompanhar os executivos da KableTown pelo Prédio 30 Rock, o estagiário faz um trabalho terrível e Pete informa-lhe que ele já não precisará mais mudar-se para Los Angeles pois os executivos da KableTown forçaram-lhe a despedí-lo da NBC.
Ao mesmo tempo, Jenna Maroney (Jane Krakowski) fica chocada ao ver Paul L'astnamé (Will Forte), seu namorado e imitador, vestido como a cantora Cher. No casamento de Feyoncé (Susan Heyward) e Grizz Griswold (Grizz Chapman), que decorre nos estúdios do TGS, Jenna fica desanimada quando Paul aparece vestido de Cher, mas fica surpresa ao aperceber-se que ele está, na verdade, vestido como ela no seu lado esquerdo e Cher à direita e, como resultado, os dois fazem as pazes.
Mais tarde, Carol vai ao casamento de Grizz para falar com Liz, revelando que gostaria de dar uma chance a um relacionamento entre eles. Depois disto, um Kenneth embriagado sobe ao palco e faz um discurso retumbante para os seus agora ex-colegas de trabalho. De princípio, dá impressão de que ir-lhes-á insultar, mas acaba manifestando o seu amor por todos eles e espera que todos consigam tudo o que almejam na vida.

## Referências culturais

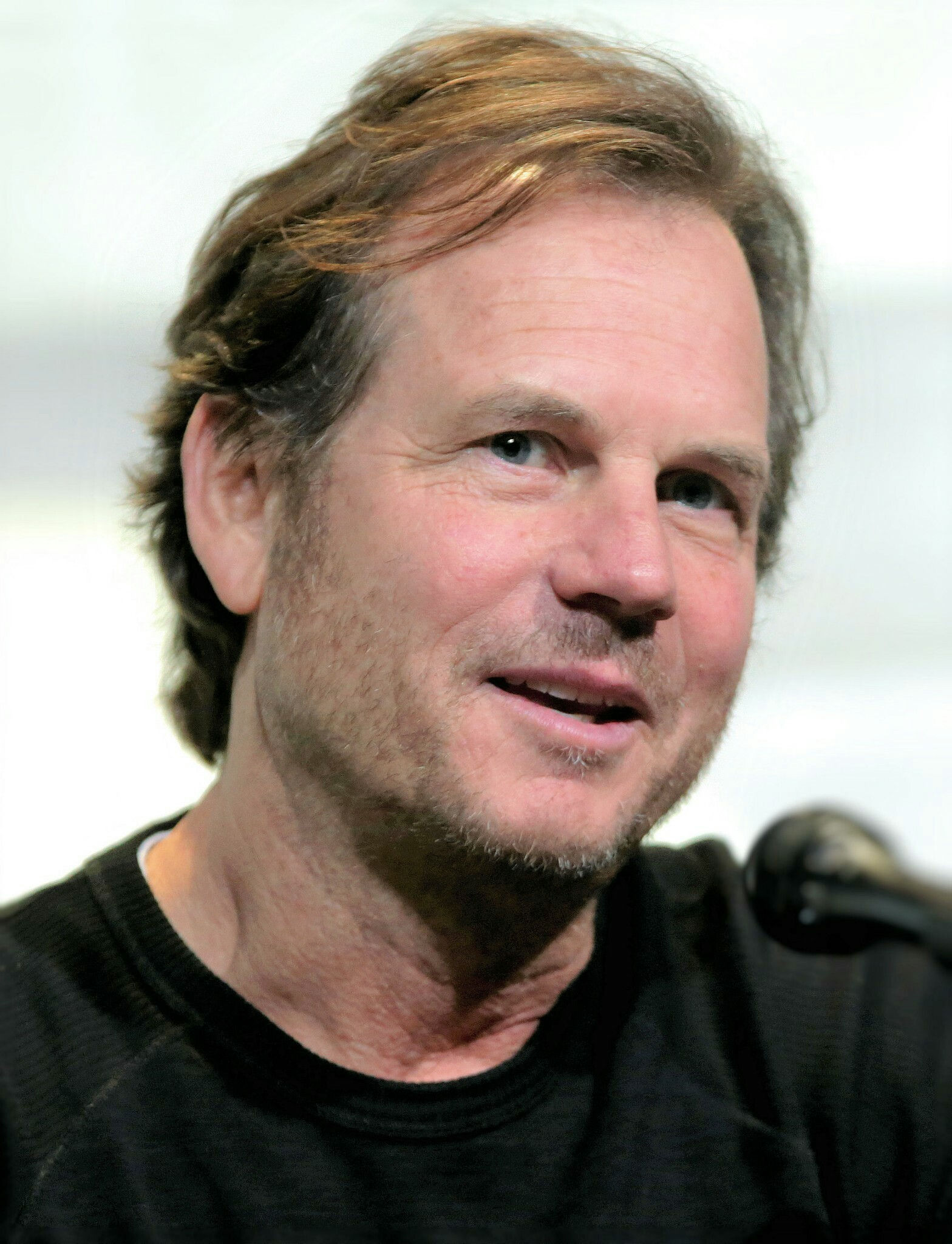
O actor Bill Paxton foi referenciado neste episódio.

### Análises da crítica

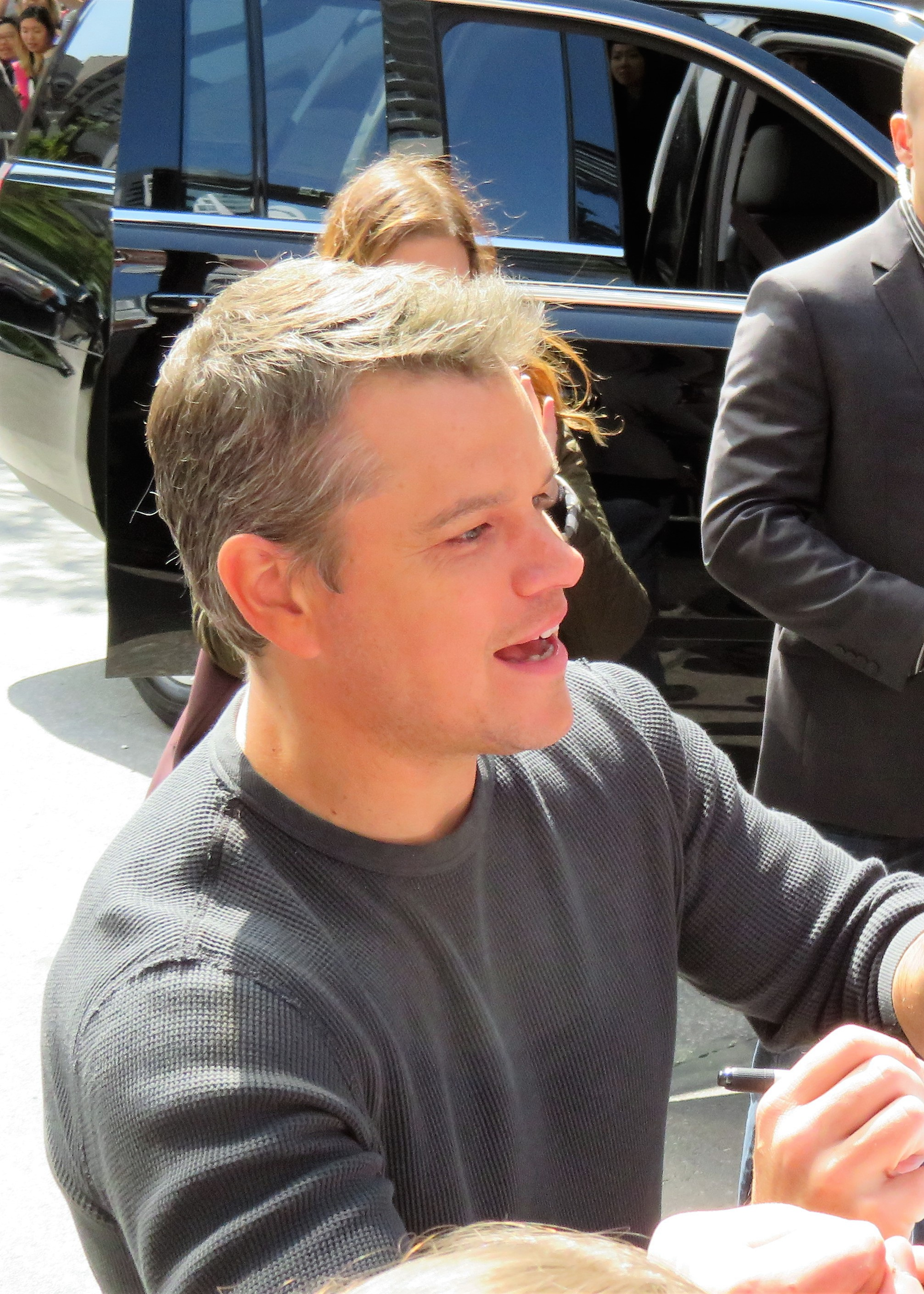
A participação de Matt Damon em "I Do Do," sua primeira em 30 Rock, foi aclamada pelos críticos de televisão.